# Jetavanaramaya

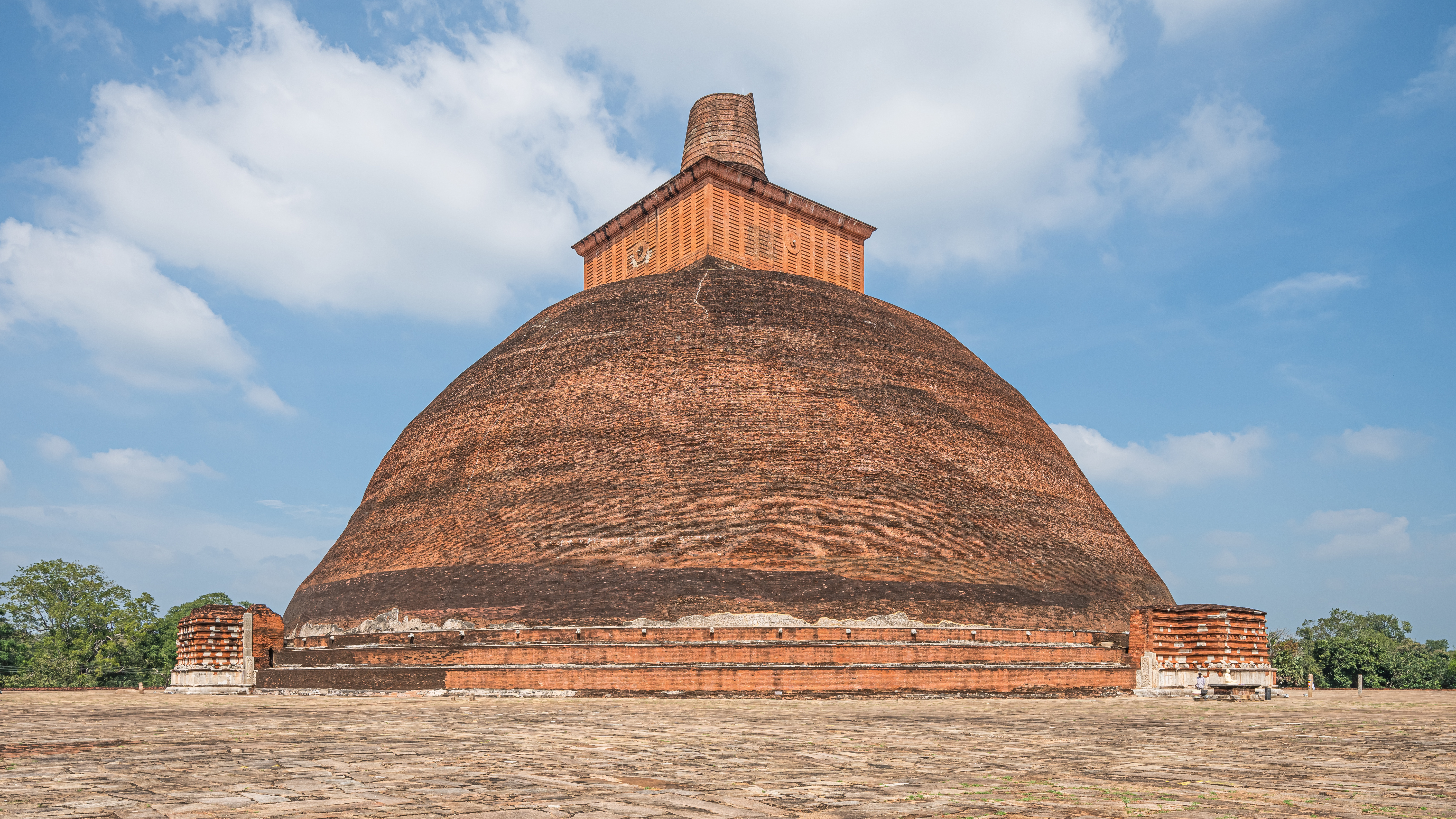
De Jetavanaramaya

De Jetavanaramaya is een boeddhistische stoepa, gebouwd op de ruïnes van het Jetavana-klooster in de heilige stad Anuradhapura, Sri Lanka.

## De Stoepa
Koning Mahasen (273-301) komt de eer toe de stichter te zijn van de grootste stoepa van Ceylon. De aanleiding tot de bouw ervan is een stuk riem of sjerp van de Boeddha waarvan men aanneemt dat het hier bewaard werd.
Met een hoogte van meer dan 120 m is het na de stoepa van Wat Phra Pathom Chedi, Thailand, het grootste gebouw ooit in baksteen opgetrokken. Het is na de twee grootste piramiden van Gizeh ook het derde grootste bouwwerk op aarde. Ongeveer 93.300.000 gebakken stenen werden er in verwerkt (Ratnayake 1993).
De stoepa behoort toe aan de Sagalika-sekte. Het complex beslaat ongeveer 5,6 hectare en was ooit het tehuis van meer dan 3000 boeddhistische monniken. De zijde van de stoepa is 176 meter lang.